# Irak na Letnich Igrzyskach Olimpijskich 2024
Irak na Letnich Igrzyskach Olimpijskich 2024 – występ kadry sportowców reprezentujących Irak na igrzyskach olimpijskich, które odbyły się w Paryżu we Francji, w dniach 26 lipca – 11 sierpnia 2024.
Reprezentacja Iraku liczyła dwudziestu dwóch zawodników – wyłącznie mężczyzn, którzy wystąpili w 5 dyscyplinach.
Był to szesnasty start Iraku na letnich igrzyskach olimpijskich.

## Reprezentanci

### Judo
| Zawodnik     | Konkurencja | 1/16                  | 1/8              | Ćwierćfinał      | Półfinał         | Repasaże         | Finał / 3. miejsce | Finał / 3. miejsce | Źródła |
| Zawodnik     | Konkurencja | Przeciwnik Wynik      | Przeciwnik Wynik | Przeciwnik Wynik | Przeciwnik Wynik | Przeciwnik Wynik | Przeciwnik Wynik   | Pozycja            | Źródła |
| ------------ | ----------- | --------------------- | ---------------- | ---------------- | ---------------- | ---------------- | ------------------ | ------------------ | ------ |
| Sajjad Sehen | -81 kg (m)  | Boltaboyev P 0-10 DSQ | NQ               | NQ               | NQ               | NQ               | NQ                 | NQ                 | [ 1 ]  |

### Lekkoatletyka
| Zawodnik            | Konkurencja       | Runda 1  | Runda 1 | Runda 2  | Runda 2 | Półfinał | Półfinał | Finał    | Finał   | Pozycja | Źródło |
| Zawodnik            | Konkurencja       | Rezultat | Pozycja | Rezultat | Pozycja | Rezultat | Pozycja  | Rezultat | Pozycja | Pozycja | Źródło |
| ------------------- | ----------------- | -------- | ------- | -------- | ------- | -------- | -------- | -------- | ------- | ------- | ------ |
| Taha Hussein Yaseen | bieg na 100 m (m) | 10.51    | 13. Q   | 10.50    | 62.     | NQ       | NQ       | NQ       | NQ      | 62.     | [ 2 ]  |

### Piłka nożna

#### Turniej mężczyzn
Skład
- Hussein Hassan
- Josef Al-Imam
- Hussein Ali
- Saad Natiq (kapitan)
- Ahmed Maknzi
- Zaid Tahseen
- Ali Jasim
- Ibrahim Bayesh
- Hussein Abdullah
- Youssef Amyn
- Muntadher Mohammed
- Kumel Al-Rekabe
- Karrar Saad
- Karrar Mohammed
- Nihad Mohammed
- Muntadher Abdul-Amir
- Mustafa Saadoon
- Aymen Hussein

Trener:  Radhi Shenaishil
| Konkurencja | Faza grupowa     | Faza grupowa     | Faza grupowa     | Faza grupowa | Ćwierćfinały     | Półfinały        | Finał /mecz o 3. miejsce | Pozycja | Źródło |
| Konkurencja | Przeciwnik Wynik | Przeciwnik Wynik | Przeciwnik Wynik | Pozycja      | Przeciwnik Wynik | Przeciwnik Wynik | Przeciwnik Wynik         | Pozycja | Źródło |
| ----------- | ---------------- | ---------------- | ---------------- | ------------ | ---------------- | ---------------- | ------------------------ | ------- | ------ |
| mężczyźni   | Ukraina W 2-1    | Argentyna P 1-3  | Maroko P 0-3     | 3.           | NQ               | NQ               | NQ                       | 10.     | [ 3 ]  |

### Pływanie
| Zawodnik        | Konkurencja              | Eliminacje | Eliminacje | Półfinał | Półfinał | Finał | Finał | Źródło |
| Zawodnik        | Konkurencja              | Czas       | Poz.       | Czas     | Poz.     | Czas  | Poz.  | Źródło |
| --------------- | ------------------------ | ---------- | ---------- | -------- | -------- | ----- | ----- | ------ |
| Hasan Al-Zinkee | 100 m st. motylkowym (m) | 1:00,23    | 39.        | NQ       | NQ       | NQ    | NQ    | [ 4 ]  |

### Podnoszenie ciężarów
| Zawodnik           | Konkurencja | Rwanie | Rwanie  | Podrzut | Podrzut | Razem  | Pozycja | Źródło |
| Zawodnik           | Konkurencja | Wynik  | Pozycja | Wynik   | Pozycja | Razem  | Pozycja | Źródło |
| ------------------ | ----------- | ------ | ------- | ------- | ------- | ------ | ------- | ------ |
| Ali Rubaiawi (WJR) | +102 kg (m) | 200 kg | 5.      | 237 kg  | 6.      | 437 kg | 6.      | [ 5 ]  |